# Esse Lawson
Pour les articles homonymes, voir Lawson.
 (octobre 2012).
Si vous disposez d'ouvrages ou d'articles de référence ou si vous connaissez des sites web de qualité traitant du thème abordé ici, merci de compléter l'article en donnant les références utiles à sa vérifiabilité et en les liant à la section « Notes et références ».
Esse Lawson est une actrice française née d'un père togolais et d'une mère d'origine ghanéenne, à Garges-lès-Gonesse dans le Val-d'Oise en 1980.  Elle est issue d'une famille d'artistes, sa grand-mère paternelle a monté sa propre troupe de théâtre et de danse (Dorcas-Lawson).

## Biographie
Son grand-père maternel Bondje Koffi est directeur de l'aéroport national d'Accra au Ghana. Il est l'époux de Afuah Elitsan Koffi, assistante du président togolais Sylvanus Olympio en 1960.
Esse débute comme hôtesse d'accueil puis devient modèle photo pour Benetton, Issey Miyake, Hermès avant de se faire remarquer pour son premier rôle (Désirée) au cinéma en an 2000 pour le film La Squale de Fabrice Genestal.
Prix jeune talent au festival de Paris en 2002, elle vit entre le Royaume-Uni et la France [réf. souhaitée]. Elle a interprété plusieurs rôles dans des films d'auteurs, mais les déplore souvent trop stéréotypés. Elle ne tourne qu'occasionnellement.

## Filmographie

### Cinéma
- 2000 : La Squale, de Fabrice Genestal
- 2001 : Peau d'ange, de Vincent Pérez
- 2002 : L'Idole, de Samantha Lang
- 2002 : Filles perdues, cheveux gras, de Claude Duty
- 2002 : Ni pour ni contre (bien au contraire), de Cédric Klapisch
- 2004 : Au secours, j'ai 30 ans ! de Marie-Anne Chazel
- 2010 : Illégal de Olivier Masset-Depasse

### Télévision
- 2006 : Joséphine, ange gardien, épisode La Couleur de l'amour, avec le rôle d'Aminata.
- 2010 : Louis la Brocante, épisode Louis joue les experts (3/11), (11e saison 2009/2010) dans le rôle d'Amina.